# Pajęczno
Pour les articles homonymes, voir Pajęczno (homonymie).
Pajęczno  (prononciation [paˈjɛnt͡ʂnɔ]) est une ville, située dans le powiat de Pabianice, dans la voïvodie de Łódź, dans la partie centrale de la Pologne.
Elle se situe à environ 100 kilomètres au sud de Łódź (capitale de la voïvodie) et 200 kilomètres au sud-ouest de Varsovie (capitale de la Pologne).
Sa superficie s'étend sur 20,21 kilomètres carrés (km²) avec une population de 6 817 habitants en 2013.

## Histoire
Pajęczno est mentionnée dans les sources historiques de 1140. 
Pajęczno a obtenu les droits de cité entre 1276 et 1870. Elle redevient une ville de nouveau à partir de 1958.

## Administration
De 1975 à 1998, la ville était attachée administrativement à l'ancienne voïvodie de Częstochowa.
 Depuis 1999, elle fait partie de la nouvelle voïvodie de Łódź.
Elle est le siège administratif (chef-lieu) du powiat de Pajęczno et de la gmina urbaine-rurale de Pajęczno.